# Florence Delaunay
Pour les articles homonymes, voir Delaunay.
Florence Delaunay, née en 1956 à Chinon (Indre-et-Loire), est une femme politique française. Elle rejoint l'Assemblée nationale, comme députée des Landes, le 22 juillet 2012 en remplacement d'Alain Vidalies, ministre délégué chargé des Relations avec le Parlement. Elle quitte l'Assemblée quand Alain Vidalies n'est pas reconduit dans le gouvernement Valls I puis le retrouve en septembre 2014, au moment du retour d'Alain Vidalies au gouvernement Valls II.

## Biographie
Originaire de la Touraine, elle intègre la fonction publique territoriale en 1974 et s'installe en Aquitaine en 1998 en étant recrutée au poste de directrice générale des services de la commune de Saint-Sever. En 2002, elle est directrice des services de la Communauté de communes Côte Landes Nature, qui s'appelait à sa création Communauté de communes du Canton de Castets.
Elle prend des responsabilités à la CFDT, et ensuite au Parti socialiste.
Suppléante d'Alain Vidalies, elle devient députée des Landes lorsque ce dernier rejoint le gouvernement en 2012, puis en 2014.

## Mandats locaux
- conseillère municipale à Léon
- conseillère régionale